# Casa de pariuri literare
Casa de pariuri literare (CDPL) este o editură din România, fondată în 2010, care își desfășoară activitatea în București și al cărei slogan este „Literatura română scrie pe mine!”.

## Istoric
Editura a fost creată în august 2010, primul titlu fiind reeditarea volumului de poezie Spitalul manechinelor al Norei Iuga.
În 2012 editura a fost distinsă cu Premiul special al juriului la categoria „Best New Entry”/Editură la Gala industriei de carte din România.
Printre autorii publicați se pot enumera Cristian Cosma, Adina Popescu, Sorin Stoica, Ioan Es. Pop sau Călin Torsan, al cărui volum de proză scurtă „Ulcele pe uluci (miniaturi cu smalțul la vedere)” a fost deja tradus în limba franceză sub titlu de „Brocs en stock”.